# برناردو كارفاليو
برناردو كارفاليو (بالإنجليزية: Bernardo Carvalho) (1960، ريو دي جانيرو في البرازيل)؛ كاتب، صحفي وروائي برازيلي.

## روابط خارجية
- برناردو كارفاليو على موقع الموسوعة البريطانية (الإنجليزية)